# Silverdome
Le Silverdome (autrefois appelé Pontiac Metropolitan Stadium, Pontiac Silverdome ou PonMet Stadium) est un stade anciennement couvert multi-sports situé à Pontiac, dans la banlieue nord de Détroit, dans le Michigan. Inauguré en 1975, il est détruit en 2017.
Ses locataires étaient les Lions de Détroit, une franchise de football américain de la NFL (1975 à 2001), les Pistons de Détroit, une franchise de basket-ball évoluant en NBA (1978 à 1988) et les Panthers du Michigan (USFL) de 1983 à 1984. De 1997 à 2001, il a accueilli le Motor City Bowl, qui est un match de football américain universitaire qui, depuis, se joue au Ford Field. Sa capacité est de 80 325 places pour le football américain, le football et les rodéos, 90 000 pour les rassemblements politiques et religieux puis de 22 000 à 55 000 places pour les concerts. Le Silverdome possédait également 102 suites de luxe et 7 384 sièges de club et il était entouré d'un parking pouvant contenir 12 774 places.

## Histoire
Antre des Lions de Détroit pendant plus de vingt-cinq ans, le Silverdome était l'un des plus grands stades dans la NFL. Avant d'entrer dans le Silverdome, les Lions de Détroit avaient joué au Tiger Stadium depuis 1938, qui était également le stade des Tigers de Détroit de la MLB. Le Tiger Stadium était principalement un stade de baseball, mais il a servi comme terrain de jeu aux Lions pendant plus de 30 ans. Vers la fin des années 1960, l'équipe a voulu un nouveau stade exclusivement pour le football américain. Après que plusieurs accords ont été passés en permettant à l'équipe de construire un stade, les Lions ont acheté un terrain à Pontiac, dans la banlieue nord de Détroit. En raison du climat froid et de l'hiver rigoureux de la région, l'équipe a décidé de construire un stade à dôme. La construction du stade, qui a été appelé le Pontiac Silverdome, a commencé le 19 septembre 1973 et a été accomplie en vingt-trois mois.
Le stade fut inauguré le 23 août 1975 pour un coût de construction de 55,7 millions de dollar et ses dimensions sont de 105 mètres sur 68 mètres. Le premier événement était un match de pré-saison le 23 août 1975 qui opposait les Lions de Détroit aux Chiefs de Kansas City, les Lions gagnèrent 27 à 24. Le premier match de saison régulière des Lions de Détroit dans le stade était le 6 octobre 1975. Le Silverdome est devenu le plus grand stade dans la NFL avec une capacité de 80 311 places. Trois rangées de sièges bleus entourent le terrain de jeu entier. Le toit du stade est composé de téflon revêtu de panneaux en fibre de verre.
Le 4 mars 1985, après une tempête de neige, le toit a été structurellement endommagé sous le poids de la neige qui a fait effondrer le dôme. Pendant plusieurs mois qui suivirent, une nouvelle toile et un toit renforcé par des poutres ont été ajoutés.
Le premier Super Bowl joué dans une ville du nord, le Super Bowl XVI entre Bengals de Cincinnati et 49ers de San Francisco a été joué dans le Silverdome. Dans le milieu des années 1990, les Lions sont devenus mécontents de ce stade[réf. nécessaire]. En 1997, des accords ont été conclus en permettant la construction d'un nouveau stade dans le centre-ville de Détroit. Les Lions ont joué leur dernier match dans le Silverdome le 6 janvier 2002. Depuis 2001, le Pontiac Silverdome n'accueille plus aucune franchise, ceci à cause de la construction du Ford Field et du The Palace of Auburn Hills. Le stade a accueilli de nombreux événements comme le WrestleMania III et quelques matchs de la Coupe du monde de football de 1994.
Le record d'affluence se déroula le 19 septembre 1987 avec 93 682 personnes réunies lors de la messe de Jean-Paul II. Le 29 mars 1987, WrestleMania III fut assisté par 93 173 spectateurs.

### Abandon du stade
À la suite de l'ouverture du Ford Field en 2002, le stade est resté sans club résident. Le Silverdome est fermé une première fois en février 2006. Après plusieurs tentatives de relance avortées, la ville est contrainte de vendre le stade en 2009. Il rouvre le 17 avril 2010 et accueille plusieurs événements avant de fermer de nouveau en 2013. Le toit se détériore en 2013 et est démonté.
En 2015, le stade est à l'abandon et la toiture partiellement détruite. Il est alors prévu de le démolir pour faire place à un projet à usage mixte. Le 3 décembre 2017, l'implosion de la structure se solde par un échec. Le stade est finalement détruit le 4 décembre 2017.

## Événements
- Concert de The Who en 1975
- Concert de Led Zeppelin en 1977
- NBA All-Star Game 1979, 4 février 1979
- Super Bowl XVI, 24 janvier 1982
- 3 concerts des  Jackson durant leur Victory Tour les 17, 18 et 19 août 1984 devant 145 000 spectateurs
- Cherry Bowl, 1984 à 1985
- WrestleMania III, 29 mars 1987
- Concert de Madonna (Who's That Girl Tour), 7 août 1987
- Visite du pape Jean-Paul II, 1987
- Concerts de U2, 30 avril 1987, 9 septembre 1992 et 31 octobre 1997.
- 4 matchs de groupe lors de la Coupe du monde de football de 1994, juin 1994
- Motor City Bowl, 1997 à 2001
- Monster Jam, 7 janvier 2006
- Michigan Competing Band Association State Marching Band Championships
- Bands of America Regional championships, 2003 à 2005
- Bands of America Grand National Championships, 1987 et 1988
- Concert d'Elvis Presley le 31 décembre 1975 (son premier concert du nouvel an devant 62 500 fans)

### Matchs de laCoupe du monde de football de 1994
- Voici les matchs de la Coupe du monde de football de 1994 ayant eu lieu au Pontiac Silverdome:
  - 18 juin : Groupe A États-Unis  1 - 1  Suisse
  - 22 juin : Groupe A Suisse  4 - 1  Roumanie
  - 24 juin : Groupe B Suède  3 - 1  Russie
  - 28 juin : Groupe B Brésil  1 - 1  Suède

## Informations techniques
Le Pontiac Silverdome est un stade couvert à structure à membrane supporté par air et cette membrane est faite de fibre de verre couverte par du téflon.
Le stade fait une hauteur de 61,9 mètres et repose sur 39 945 m2 de terre.
L'architecte ayant contribué à cet ouvrage est Carl Luckenbach, de la société O'Dell Hewlett & Luckenbach.

## Galerie

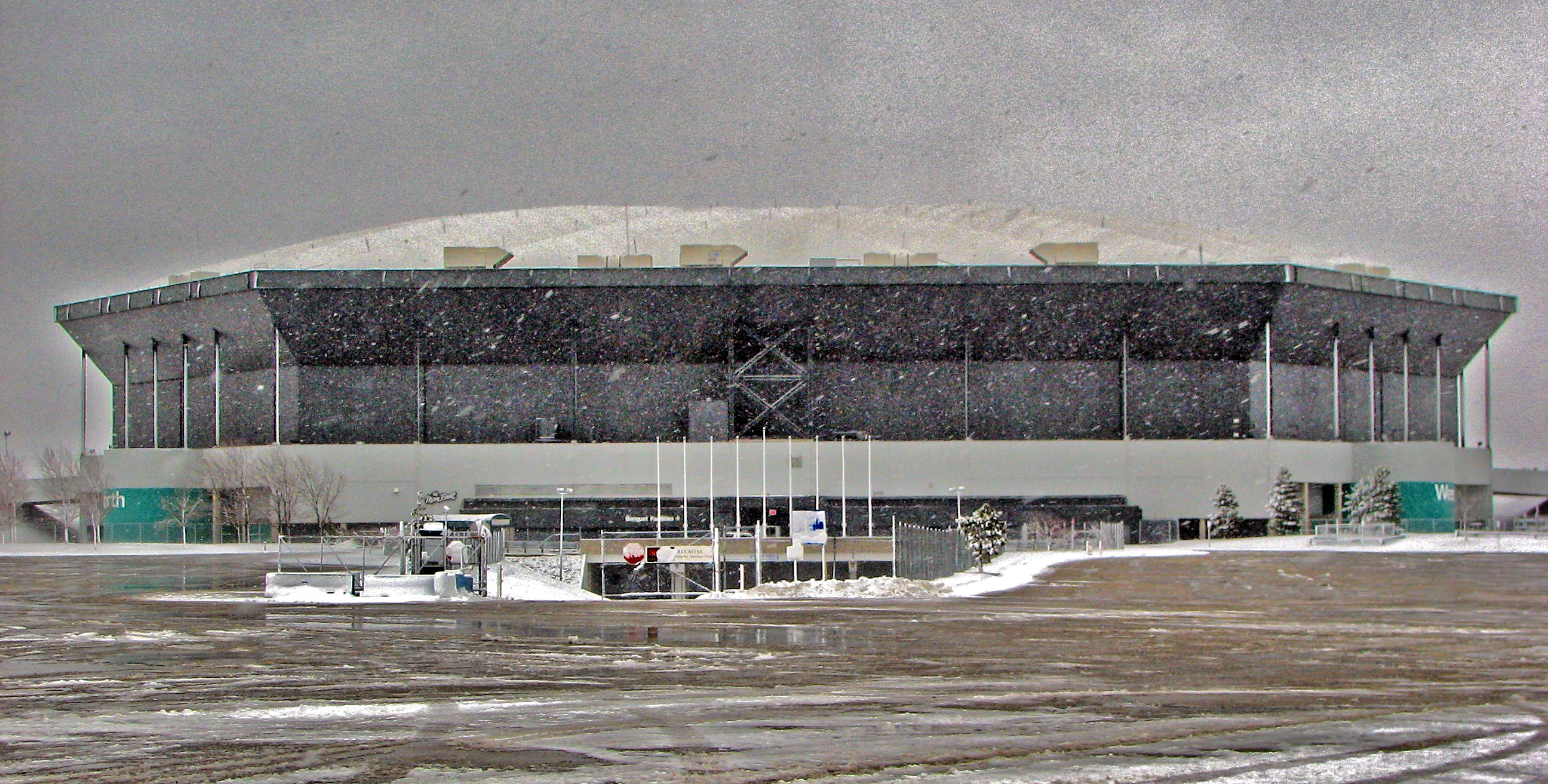
Silverdome sous la neige